# Довбуш, Олекса Васильевич
Оле́кса Васи́льевич До́вбуш (1700, село Печенежин, Речь Посполитая — 24 августа 1745, село Космач, Речь Посполитая) — руководитель повстанческого движения, предводитель украинских карпатских опришков.
По приказу польского гетмана Ю. Потоцкого разрубленное на 12 частей тело Довбуша было выставлено для устрашения в нескольких городах и селениях Закарпатья.

## Биография
Выходец из бедной гуцульской крестьянской семьи Василия Довбуша (Добоша). В детстве страдал немотой и был излечен мольфаром Иосифом Явным. Олекса Довбуш рано присоединился к антифеодальной и национально-освободительной борьбе жителей Восточных Карпат (по меркам правительства разбойничество), объединявшихся в мобильные отряды опришков, занимавшихся перераспределением чрезмерных богатств феодалов и их пособников в пользу беднейшего крестьянства. Деятельность Довбуша находила широкую поддержку у местного населения — согласно преданиям, однажды ему помог даже будущий основатель хасидизма Бааль Шем Тов, которому предводитель опришков в знак благодарности подарил трубку.
В 1738 году Довбуш уже возглавлял мощнейший повстанческий отряд, действовавший не только в родном краю Олексы — районе Печенежина и близлежавшего Яблунивского перевала — но и практически по всем отрогам Украинских Карпат: в Прикарпатье, Буковине и Закарпатье. Опришки, возглавляемые Довбушем, нередко спускались и в низинные районы Галиции и Закарпатья. Опришки Довбуша нападали на имения польских, румынских и венгерских дворян и землевладельцев, на ростовщиков и арендаторов. Конфискованное имущество Олекса Довбуш раздавал бедным крестьянам.
Хотя первоначально Олекса действовал совместно с братом Иваном, но после того, как в 1739 году в ходе возникшей ссоры Иван Довбуш нанёс барткой (гуцульский топорик) серьёзные повреждения ноге брата, отряд разделился, а Олекса прихрамывал до конца жизни. В 1740 году движение опришков, руководимых Довбушем, достигло своего апогея. Под натиском польских войск опришки Довбуша отступили на Буковецкую полонину, откуда спускались в Черногору, Коломыю, Буковину и Закарпатье (в это время Иван Довбуш действовал в Надсанье около Перемышля). В 1744 году Олекса Довбуш оперировал в районе Турки и Дрогобыча. Совершил несколько рейдов на Солотвин и Надвирну, взял на короткое время Богородчанскую крепость. Народный мститель был предательски убит жителем села Космачи (ныне Ивано-Франковская область) Степаном Дзвинчуком, который сотрудничал с польской шляхтой. Вскоре сразу несколько местных шляхтичей называли себя убийцами Довбуша.

## Память

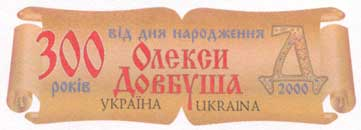
Почтовая марка Украины в честь 300-летия со дня рождения Олексы Довбуша

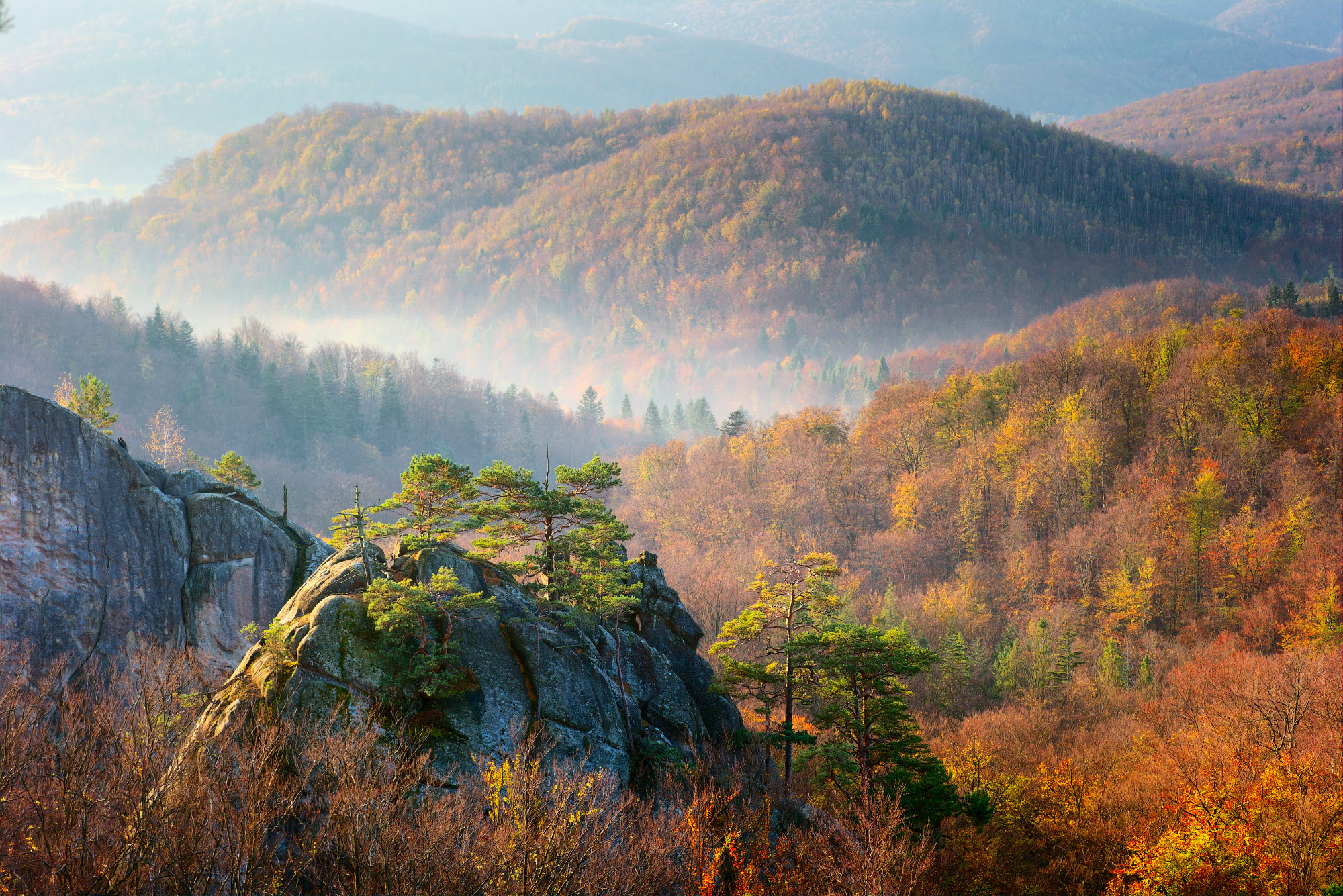
Скалы Довбуша

Деятельность и трагическая гибель Олексы Довбуша нашли своё отображение в народных рассказах и легендах, а также привели к возникновению многочисленных топонимов, таких как «скала Довбуша», «камень Довбуша» (например, скалы Довбуша в Ивано-Франковской области).
Образ руководителя опришков известен не только украинскому фольклору, но и устной народной традиции венгерской, польской и молдавской литературы. В 1941 году скульптор и кинорежиссёр Иван Кавалеридзе начал съёмки фильма «Легенда о Довбуше», прерванные войной. В 1960 году режиссёр Виктор Иванов снял по тому же сценарию художественный фильм о жизни Олексы Довбуша с Афанасием Кочетковым в главной роли. В 2018 году вышел фильм «Легенда Карпат».
В Печенежине Коломыйского района создан Историко-краеведческий музей О. Довбуша (филиал Ивано-Франковского краеведческого музея).
Улицы Олексы Довбуша есть в таких украинских городах как: Киев, Винница, Черновцы, Львов и Ивано-Франковск.
В 2021 году закончились съёмки нового украинского фильма «Довбуш», премьера которого назначена на 2022 год. Из-за военного вторжения России был перенесён на 2023 год, датой выхода стал День независимости Украины.